# حمید دیرین
حمید دیرین (زادهٔ متولد ۱۳۱۵ – درگذشته ۲۱ آبان ۱۳۷۴) خوشنویس ایرانی، پایه‌گذار و نخستین رئیس انجمن خوشنویسان استان فارس در سال ۱۳۴۷ بوده است.

## زندگی
حمید دیرین از دوران کودکی به خوشنویسی علاقه‌مند شد تا این‌که محضر سید حسین میرخانی در تهران را درک کرد و پس از سال‌ها شاگردی، بالاخره در سال ۱۳۴۷ به‌عنوان پایه‌گذار و رئیس انجمن خوشنویسان استان فارس منصوب شد. او در تدارک افتتاح خانه هنر با هدف تأمین فضای آموزشی و اداری انجمن خوشنویسان شیراز بود که در آبان ماه ۱۳۷۴ در اثر سانحه درگذشت. دیرین در دوران تدریس خوش نویسی، شاگردان فراوانی را تا مرحلهٔ استادی تعلیم داد.

## گزیدهٔ آثار
1. خوش‌نویسی کتاب پیوند دریا، مجموعه اشعار سیدعلی مزارعی، انتشارات نوید، شیراز، ۱۳۷۷.
2. خوش‌نویسی کتاب گنج نامه، هوشنگ حکمتی، ۱۳۶۰.
3. تضمینی بر گلچین غزلیات سعدی
4. نیایش با مدادی: ترجمه منظوم دعای صباح، مصحح: محمد نعمتی،انتشارات خرد لقا، قم ۱۳۷۹.

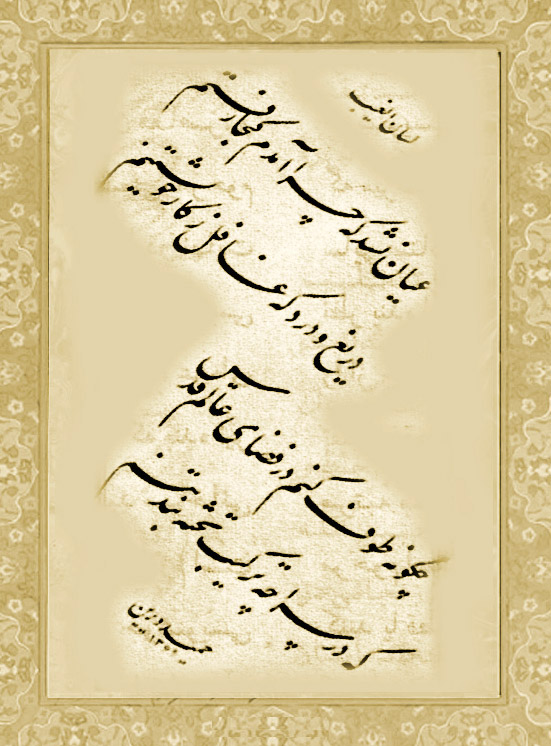
گزیده‌ای از آثار خوش‌نویسی حمید دیرین
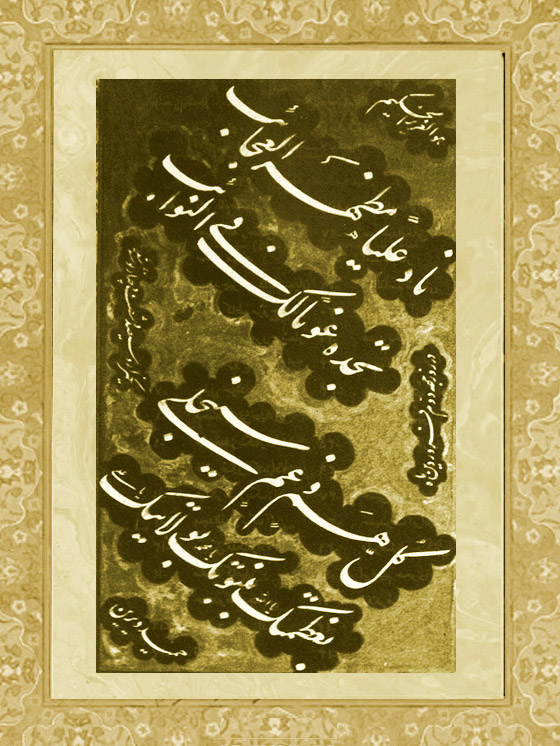
گزیده‌ای از آثار خوش‌نویسی حمید دیرین